# Бишхајм
Бишхајм (фр. Bischheim) насеље је и општина у источној Француској у региону Алзас, у департману Доња Рајна која припада префектури Стразбур Кампањ.
По подацима из 2011. године у општини је живело 17.570 становника, а густина насељености је износила 3984,13 становника/km². Општина се простире на површини од 4,41 km². Налази се на средњој надморској висини од 140 метара (максималној 150 m, а минималној 132 m).

## Демографија
| 1962.  | 1968.  | 1975.  | 1982.  | 1990.  | 1999.  | 2011.  |
| ------ | ------ | ------ | ------ | ------ | ------ | ------ |
| 12.355 | 14.383 | 14.985 | 16.215 | 16.308 | 16.763 | 17.570 |

График промене броја становника у току последњих година